# Luigi Toro
Luigi Toro (Lauro di Sessa Aurunca, 3 gennaio 1835 – Pignataro Maggiore, 13 aprile 1900) è stato un pittore e patriota italiano.

## Biografia

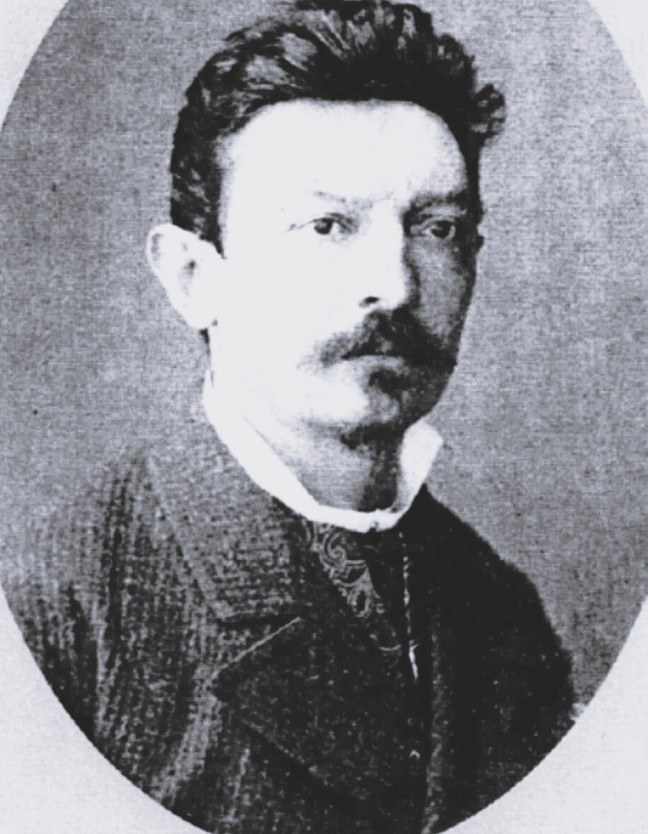
Il pittore Luigi Toro.

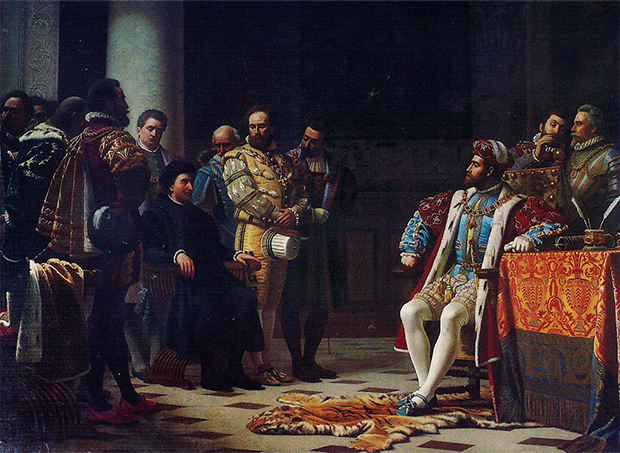
Agostino Nifo alla corte di Carlo V (olio su tela 285 x 396 cm).

Nato da famiglia benestante, Luigi Toro restò ben presto orfano di padre.
Frequentò dal 1853 il Reale Istituto di Belle Arti di Napoli come allievo di Giuseppe Mancinelli, legandosi a Domenico Morelli e al suo coetaneo Bernardo Celentano, suoi punti di riferimento non solo in campo artistico. Nel 1856 e nel 1859, si recò in viaggio di studio a Firenze dove frequentò, insieme agli amici napoletani, il Caffè Michelangiolo centro di grandi fermenti artistici. Nel 1857 fu a Roma nello studio del Maestro bergamasco Francesco Coghetti.
Nel 1859, allo scoppio del conflitto tra il Regno di Sardegna e l’Austria, interruppe un soggiorno di studio a Parigi per arruolarsi nei Cacciatori delle Alpi. L'anno seguente fece parte della spedizione del generale Enrico Cosenz che si unì con le forze di Garibaldi a Palermo: reclutato tra le Guide garibaldine, partecipò al primo sbarco in Calabria che evocò nei dipinti Avamposti de' primi 200 garibaldini sbarcati in Calabria ed Esploratori garibaldini nelle Calabrie.
Nella battaglia del 1º ottobre 1860 ai Ponti della Valle di Maddaloni, sul fronte del Volturno, fu promosso ufficiale da Nino Bixio. Dopo l'unificazione italiana rivestì il grado di maggiore della Guardia Nazionale, contribuendo alla repressione del brigantaggio.

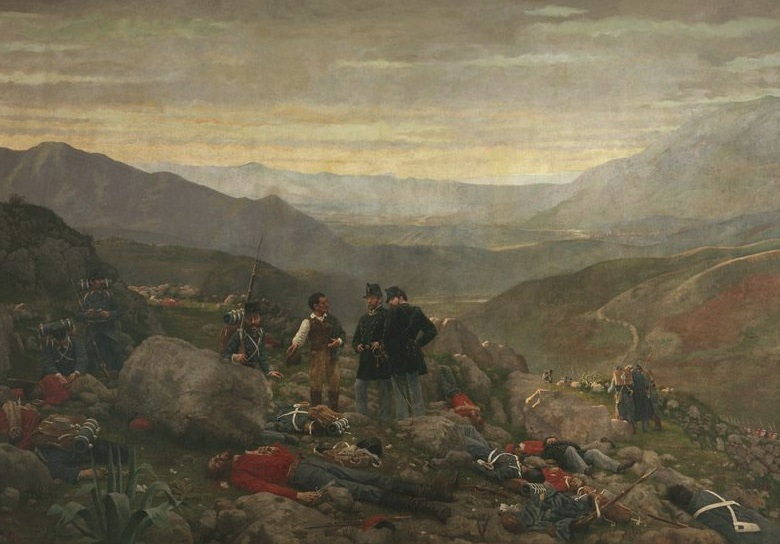
La Morte di Pilade Bronzetti a Castel Morrone, 1885 (olio su tela 400 x 610 cm).

Si stabilì poi a Roma, nel 1870, con lo studio al n.c. 33 di Via Margutta, centro della vita artistica della neocapitale d’Italia. Apprezzato ritrattista e interprete di tematiche naturalistiche, partecipò alle più importanti rassegne espositive romane di quel tempo e fu attivo nel Circolo degli Artisti e nel “salotto” della Regina Margherita. Nel 1873 fu presente all’Esposizione Internazionale di Vienna col dipinto Riposo di cacciatori. Nel suo studio romano realizzò nel tempo tre dipinti di grande formato con tematiche storico-patriottiche che gli procurarono una certa fama come “pittore di storia” di impronta tardo-romantica: Agostino Nifo alla Corte di Carlo V, in mostra nel 1877 all’Esposizione Nazionale di Napoli; La morte di Pilade Bronzetti a Castel Morrone, omaggio al Maggiore garibaldino caduto sul fronte del Volturno, recensito il 10 luglio 1885 su “La Tribuna” di Roma dall'allora giovane cronista Gabriele D'Annunzio (concesso in comodato gratuito alla Reggia di Caserta da Intesa Sanpaolo del 29 settembre 2017); Taddeo da Sessa al Concilio di Lione che difende l’imperatore Federico II.